# Denis Popović
Denis Popović (Celje, 15 de octubre de 1989) es un futbolista esloveno que juega en la demarcación de centrocampista para el F. C. Koper de la Primera Liga de Eslovenia.

## Selección nacional
Hizo su debut con la selección de fútbol de Eslovenia el 7 de junio de 2019 en un partido de clasificación para la Eurocopa 2020 contra Austria que finalizó con un resultado de 1-0 a favor del combinado austriaco tras el gol de Guido Burgstaller.

## Clubes
| Club                      | País      | Año       | Partidos | Goles |
| ------------------------- | --------- | --------- | -------- | ----- |
| N. K. Celje               | Eslovenia | 2009-2012 | 64       | 6     |
| F. C. Koper               | Eslovenia | 2012-2013 | 35       | 2     |
| Panthrakikos              | Grecia    | 2013-2014 | 5        | 0     |
| GKS Tychy                 | Polonia   | 2014      | 13       | 7     |
| Olimpia Grudziądz         | Polonia   | 2014-2015 | 33       | 7     |
| Wisła Cracovia            | Polonia   | 2015-2017 | 50       | 5     |
| F. C. Orenburg            | Rusia     | 2017-2019 | 65       | 15    |
| F. C. Zürich              | Suiza     | 2019-2020 | 12       | 0     |
| PFC Krylia Sovetov Samara | Rusia     | 2020      | 10       | 3     |
| Qingdao Huanghai          | China     | 2020-2021 | 14       | 1     |
| Anorthosis Famagusta      | Chipre    | 2021-2022 | 35       | 3     |
| N. K. Celje               | Eslovenia | 2022-2024 | 65       | 11    |
| F. C. Koper               | Eslovenia | 2024-     | 31       | 4     |

## Palmarés

### Campeonatos nacionales
| Título                           | Club        | País      | Año  |
| -------------------------------- | ----------- | --------- | ---- |
| Liga Nacional de Fútbol de Rusia | FC Orenburg | Rusia     | 2018 |
| Primera Liga de Eslovenia        | N. K. Celje | Eslovenia | 2024 |